# Prorocentrales
Prorocentrales es un orden de organismos unicelulares de la superclase Dinoflagellata, clase Dinophyceae. Se distinguen por tener sus dos flagelos insertados apicalmente, más bien que ventralmente como en los otros grupos. Un flagelo se extiende hacia adelante y el otro circunda su base y no existen surcos flagelares. Esta disposición se denomina desmoconta, en contraste con la disposición dinoconta encontrada en otros grupos. Por consiguiente, Prorocentrales se puede también llamar desmoflagelata y en algunas clasificaciones se consideraron la clase separada Desmophyceae.
Todos los miembros tienen cloroplastos y una teca que se compone de dos placas grandes unidas por una sutura sagital. Esta estructura se comparte con Dinophysiales, que es probablemente un grupo hermano. Esto no es mostrado por los árboles de ARNr, que también muestran dos grupos separados de Prorocentrum, dejando sus relaciones todavía sin resolver.
- Datos: Q855871
- Multimedia: Prorocentrales / Q855871
- Especies: Prorocentrales